# テロメラーゼ

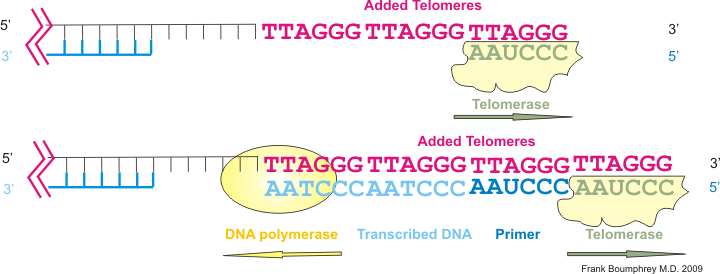
テロメラーゼによるテロメア配列付加の模式図：上）ヒトのテロメラーゼは染色体末端DNAの 3'側に6塩基配列 TTAGGGを付加する。下）付加された配列をテンプレート（鋳型）としてDNAポリメラーゼが相補鎖を合成する。

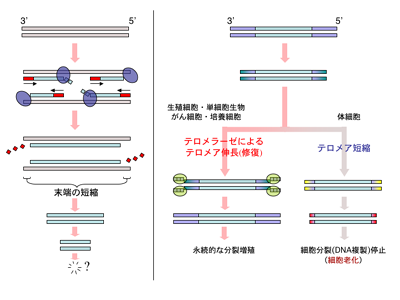
末端複製問題とテロメア：左）DNAはDNAポリメラーゼ（青丸）によって複製されるが、最末端のプライマー（赤線）部分は複製されない。このため、複製のたびにDNAは短縮する。これが「末端複製問題」である。右）生殖細胞やがん細胞ではテロメラーゼによって末端部分の複製が行われる。テロメラーゼ活性がない体細胞では分裂ごとに短縮がおこり、一定以上短くなると分裂を停止し細胞老化が起こる。

テロメラーゼ (英: telomerase) は、真核生物の染色体末端（テロメア）の特異的反復配列を伸長させる酵素。テロメア伸長のテンプレート（鋳型）となるRNA構成要素と逆転写酵素活性を持つ触媒サブユニットおよびその他の制御サブユニットによって構成されている。
テロメラーゼ活性が低い細胞は、一般に細胞分裂ごとにテロメアの短縮が進み、やがてヘイフリック限界と呼ばれる細胞分裂の停止が起きる。テロメラーゼは、ヒトでは生殖細胞・幹細胞・がん細胞などでの活性が認められ、それらの細胞が分裂を継続できる性質に関与している。このことから、活性を抑制することによるがん治療、および活性を高めることによる細胞分裂寿命の延長、その両面から注目を浴びている。
酵素によりテロメアが伸長されることは、1973年にアレクセイ・オロヴニコフ (Alexey Olovnikov) によって最初に予測された。彼はまた細胞老化に関するテロメア仮説およびがんとテロメアの関連について示唆を行った。
1985年にカリフォルニア大学のキャロル・W・グライダーとエリザベス・H・ブラックバーンは、テトラヒメナからこの酵素を単離したことを公表した。グライダーとブラックバーンはジャック・W・ショスタクと共に、テロメアとテロメラーゼに関する一連の研究で、2009年ノーベル生理学・医学賞を受賞した。

## 概要

### 構造と機能
テロメラーゼはテロメア配列の鋳型となるRNAと逆転写酵素、その他の制御サブユニットからなる複合体である。RNA構成要素はTERC (Telomere RNA Component, TRとも表記) 、逆転写酵素はTERT (Telomere Reverse Transcriptase) と呼ばれる。このRNAの長さはテトラヒメナで159塩基長、ヒトで451塩基長、出芽酵母で約1,300塩基長と様々である。逆転写酵素の活性部位はRNA型トランスポゾンがコードするそれと相同性がある。過剰発現の実験から、テロメラーゼ活性自体はRNAと逆転写酵素の二つの構成因子で十分であることがわかっているが、テロメラーゼは生体内において巨大な複合体 (1MDa以上) を形成しており、正常な機能には他の構成サブユニットも必要である。
ヒトのテロメラーゼは、TERT、TERC、ジスケリン (dyskerin) 、TEP1などのサブユニットによって構成されており、それらは異なる染色体上の遺伝子座にコードされている。TERT翻訳産物（タンパク質）は、非翻訳RNAであるTERCと一緒に折りたたまれる。TERTは一本鎖テロメア反復配列を付加できるように染色体の周囲を覆う二股の構造をとる。TERTとテロメアの鋳型を含むTERCは隣接している。ヒトTERCでは鋳型配列領域は 3'-CAAUCCCAAUC-5'であり、これを元にTERTはテロメアの3'側へ塩基を付加する（脊椎動物では6塩基配列5'-TTAGGG-3'(GGTTAG)を付加するが、他の生物では別の配列）。テロメラーゼは、この塩基付加を繰り返し、染色体のテロメアの伸長を行う。
コクヌストモドキ (Tribolium castaneum)  TERTのタンパク質構造の詳細な解析が、2008年に行われた。このTERTは4つの保存されたドメイン（TRBD, fingers, palm, thumb）を含むタンパク質であり、レトロウイルスの逆転写酵素・ウイルスのRNAポリメラーゼ・バクテリオファージのDNAポリメラーゼ（ファミリーB）と共通の特徴を持つ環状構造をとっている。
テロメアおよびテロメラーゼの分子機構に関する実験には均一な細胞群を用いることが求められるため、主に出芽酵母やテトラヒメナといった単細胞生物、および哺乳類では培養細胞を用いて研究が行われている。テロメラーゼは細胞周期のS期（DNA合成期）にテロメアに誘導されて機能する。出芽酵母の研究では、テロメラーゼは細胞内で最も短いテロメアから優先的に伸長させていくことがわかりつつあり、長すぎるテロメアには抑制的に働く機構が見いだされている。

### 活性
テロメラーゼの活性については、生物・組織・細胞の種類によって異なることが知られている。真核単細胞生物は例外なくテロメラーゼ活性を持ち、真核多細胞生物では生殖細胞にはテロメラーゼ活性があるが体細胞での活性はさまざまである。植物においては調べられた殆どの体細胞でテロメラーゼ活性があり、このことが株分けなど栄養生殖でほぼ無限に増殖できる不死性を持つ一因になっていると考えられている。ヒトでは生殖細胞・幹細胞以外での活性がほとんど見られないが、同じ脊椎動物でも魚類・マウス・チンパンジーでは体細胞でのテロメラーゼ活性が観察されている。
ヒトでのテロメラーゼ構成要素の発現をみると、RNA構成要素TERCは体細胞でも発現しており、酵素活性は触媒サブユニットTERTの発現で調節されている。ヒト培養細胞でゲノム中のTERTを強制発現をさせることは困難であるが、人為的に別のプロモーターを付加したTERTを導入することにより細胞の不死化を行うことができる。ヒトのがん組織の多くではテロメラーゼが大量に存在しており、がん細胞の不死化の原因の一つと考えられている（一部のがん組織はテロメラーゼ陰性）。また、生殖細胞は個体を超えて世代を継続させる一種の不死性を持つが、テロメラーゼが恒常的に発現していることがその一因となっている。

## 臨床関連

### がん
ヒトのがん組織の多くではテロメラーゼの活性化がおきており、その観察される割合は肺がんの80%から食道がんの95%に及ぶ。一方、テロメラーゼ活性の制限要因であるTERTの発現が見られない腫瘍も観察されており、それらではALT（Alternative Lengthening of Telomeres）と呼ばれるテロメア長を維持する別の機構が見出されている。
ヒトのがん細胞とテロメラーゼとの関係についての説明は以下のようなものである。
1. ヘイフリック限界に達した正常細胞は、p53遺伝子やRb遺伝子などのがん抑制遺伝子の働きによって細胞分裂停止が起きる。
2. がん抑制遺伝子に突然変異が起きた細胞は、上記の限界を超えて分裂を続け、テロメア短縮もさらに継続する。
3. 通常はこれらの異常細胞は、p53経路による細胞死か、染色体の構造異常による細胞死を迎える。この過程の中で、ゲノムの不安定化が起こり、さらにさまざまな変異を誘発することがある。
4. 上記の中の一部には、TERTの恒常的発現を獲得する変異細胞があり、それらはテロメラーゼの活性化を通して染色体を安定化させ、腫瘍形成に至る。

このようにテロメラーゼ遺伝子自体ががん化の直接原因ではないが、がん組織の形成増殖にとってテロメラーゼ活性化が必要である場合が多いため、テロメラーゼを標的とした抗がん剤の開発が行われている。その例として、ヒトTERC(hTR)を標的とするGRN163/GRN163L（ジェロン社）、テロメア短縮を誘導するBIBR1532（ベーリンガーインゲルハイム社）、テロメア構造の安定化に作用するテロメスタチンなどがある。

### 個体老化
遺伝的な要因による早老症として、ヘリカーゼ遺伝子を原因とするウェルナー症候群・ブルーム症候群 (Bloom syndrome) 、DNA修復に関連するキナーゼ遺伝子ATMを原因とする毛細血管拡張性運動失調症、ゲノム損傷修復の関連遺伝子を原因とするナイミーヘン症候群 (Nijmegen breakage syndrome) などが知られている。これら早老症患者の細胞では分裂寿命が短くなりテロメア短縮も早まる事例があるとする報告や、さまざまな早老症がテロメア短縮と関連しているとする報告がある。これら遺伝子群のDNA修復機能とテロメア長の維持との正確な関連は判明しておらず、個体老化（早老症）とテロメア短縮との関連について研究が進められている。
テロメラーゼを利用した療法が、ヒトの老化を回避して寿命を延長させることにも使われると考える医師もいる。しかしながら、テロメラーゼの活性化には、細胞老化防止の可能性と、正常細胞のがん化の一因となり個体寿命の短縮化をもたらす可能性があることの両面が指摘されており、アンチエイジングへの応用についての評価は定まっていない。

### 他のヒトの疾患
テロメラーゼおよびその触媒サブユニットTERTは、がん・早老症以外の疾患との関係も調べられている。
TERTと関係すると考えられている疾患としては、再生不良性貧血、猫鳴き症候群 (Cri du chat Syndrome,CdCS) がある。CdCSは、5番染色体短腕(5p)の末端部分の欠損を含んでいる複雑な障害である。TERTは5p領域（染色体上の位置 5p15）にあり、TERTの欠損はCdCSの原因または関与要因として示唆されてきた。
先天性角化異常症 (dyskeratosis congenita, DCまたはDKC) は、テロメラーゼ活性と関連する骨髄の疾患である。症例の35%はX染色体連鎖（伴性遺伝）の劣性遺伝子疾患であり、5%は常染色体性の優性遺伝子疾患、残り60%は原因不明である。X連鎖劣性の場合はジスケリン（染色体上の位置 Xq28）、常染色体性優性の場合はTERC（染色体上の位置 3q26.2）またはTERTの変異が原因となっている。DC患者は、いろいろな他の徴候だけでなく、異常な網状皮膚色素沈着、白板症（口腔粘膜の白い肥厚）と爪の発育異常として現れるひどい骨髄不全を示す。X連鎖または常染色体性どちらのDC患者でも、同じ年齢のほかの人よりも短いテロメアと欠陥のあるテロメラーゼ活性を示す。常染色体優性DCの患者家系の一つでは、世代が進むにつれ、テロメア短縮の率の増加および発症する年齢の低下現象（表現促進）、すなわち各々の世代での悪化が見られる例も存在する。